# الیزای
الیزای (به فرانسوی: Alizay) یک کمون در فرانسه است که در Canton of Pont-de-l'Arche واقع شده‌است.

## خصوصیات
الیزای ۸٫۶۲ کیلومترمربع مساحت و ۱٬۳۷۴ نفر جمعیت دارد و ۶۶ متر بالاتر از سطح دریا واقع شده‌است.